# St. Johannes Nepomuk (Lana)

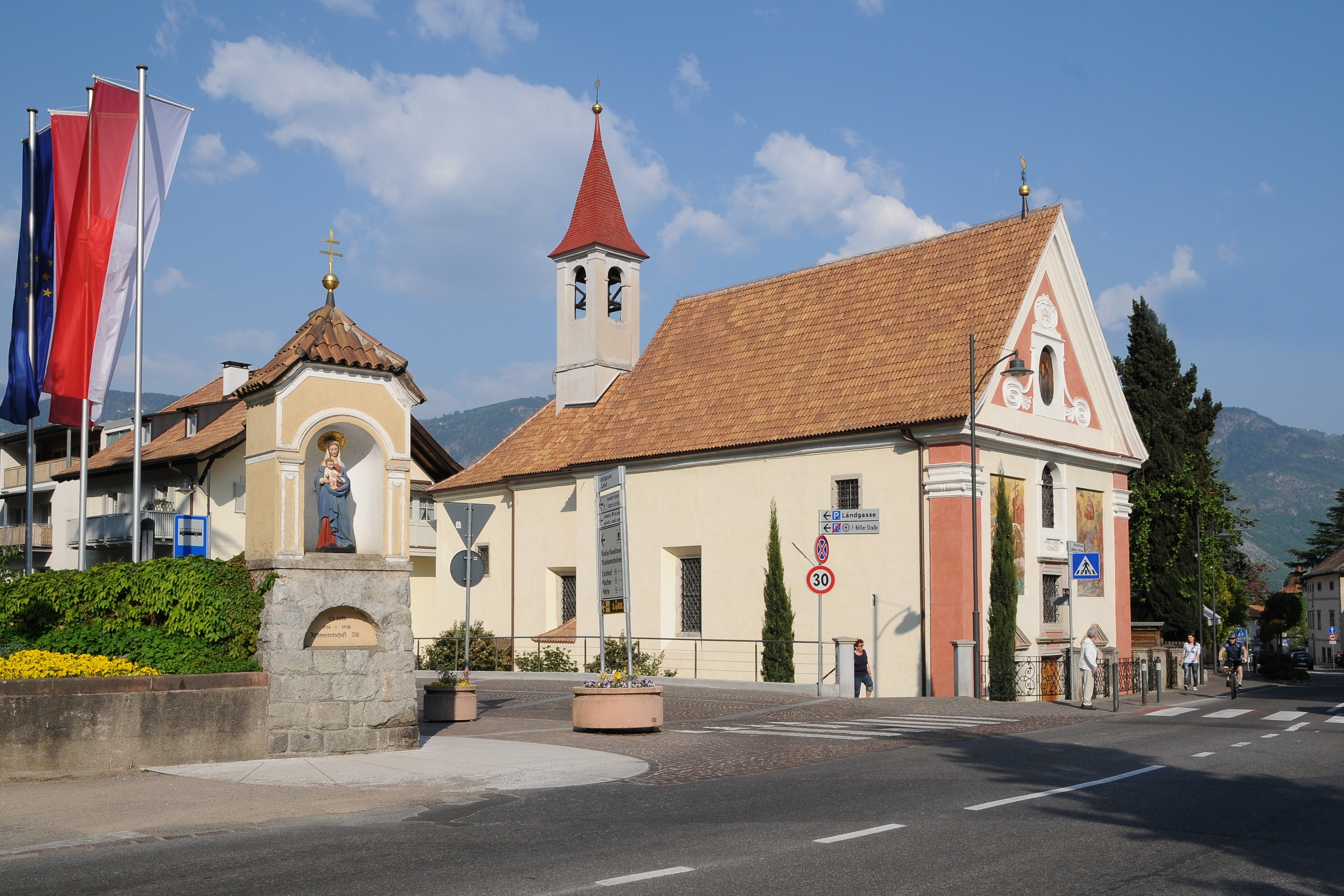
St. Johannes Nepomuk in Oberlana

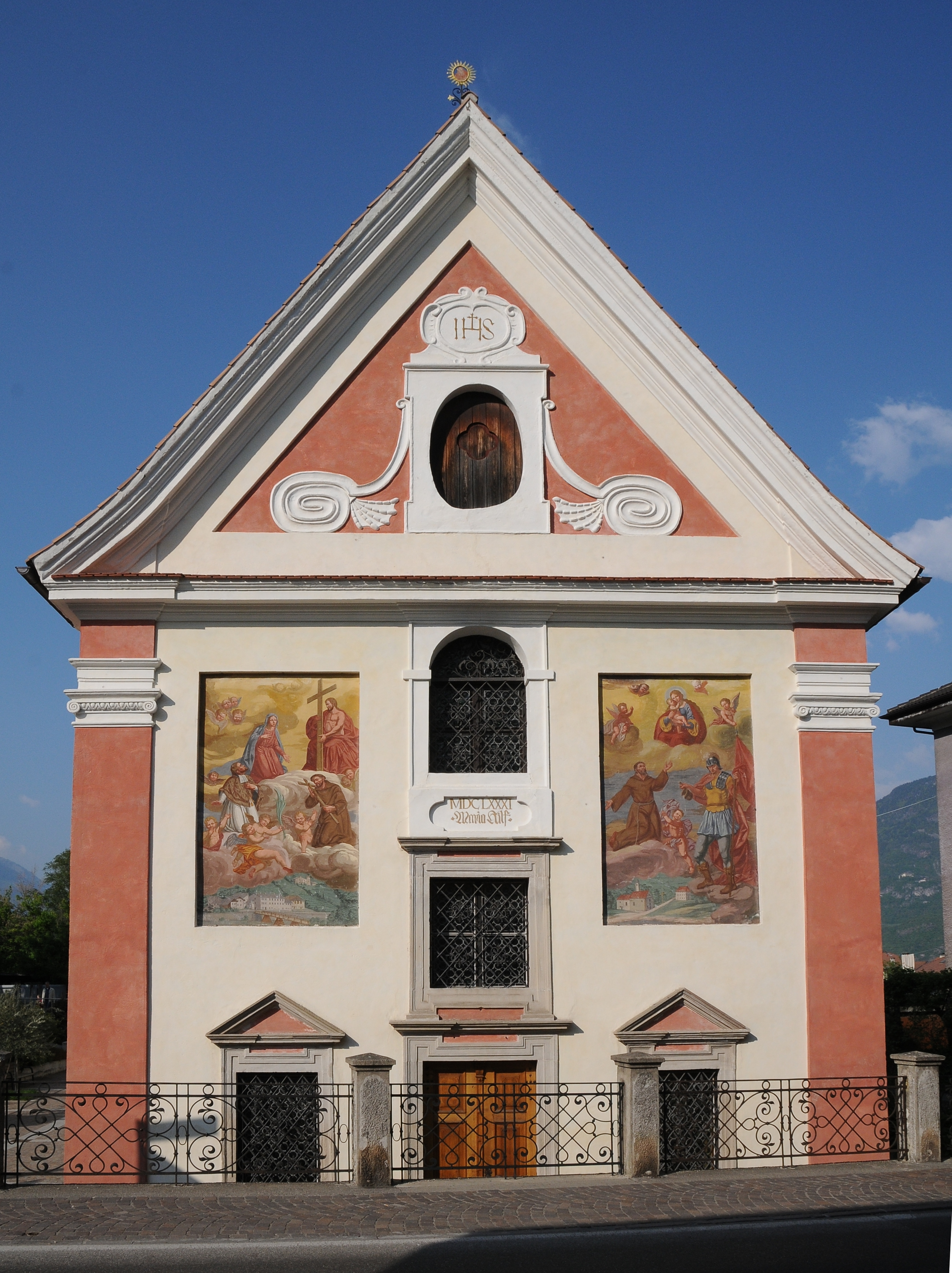
Frontansicht

St. Johannes Nepomuk, ursprünglich Maria Hilf, ist eine ehemalige Wallfahrtskirche in Oberlana, einem Ortsteil der Marktgemeinde Lana in Südtirol.

## Geschichte
An der Stelle eines Schießstandes wurde auf Grund eines Gelübdes der adligen Frau Dorothea Stocker ein Bildstock errichtet. Mit Erlaubnis der Schützen begann man die Schießstätte in eine Kapelle zu Ehren Maria-Hilf umzugestalten. Die Bauarbeiten begannen am Tage Mariä Himmelfahrt 1641. Die Weihe fand am 18. September 1644 durch den Weihbischof von Brixen Anton Krosin statt. Da die Wallfahrt zu Maria-Hilf einen großen Aufschwung nahm, erwies sich das Gotteshaus bald als zu klein und wurde nach einem Erdrutsch vom 7. November 1647 von Grund auf zerstört. Dabei konnte das Gnadenbild gerettet werden.
Nach den Plänen des Baumeisters Delay von Bozen wurde eine größere Kirche an der heutigen Stelle neben der Brücke über den Fluss Falschauer in Oberlana errichtet. Die Weihe erfolgte am 6. Oktober 1652 von dem Fürstbischof von Chur, Johannes VI. Flugi. 1786, zu Zeiten der Josephinischen Kirchenreform, hatte man die Maria Hilf Kirche geschlossen. Jedoch wurde der Bevölkerung "gnädigst gestattet" das Gnadenbild in die Kapuzinerkirche übertragen zu lassen, was am 9. August 1786 feierlich geschah. Die Kirche war dann lange Zeit gesperrt und zeitweise für den Schulgottesdienst verwendet. Wohl im Hinblick auf die Lage der Kirche an der Falschauer wurde der Brückenheilige Johannes Nepomuk, der auch den Hochaltar ziert, zum Hauptpatron der Kirche. Seit dem 3. August 1979 steht die Kirche in der Liste der staatlichen Baudenkmäler.

## Brauchtum
Im 17. Jahrhundert sind 120 Gebetserhörungen bezeugt. Nach dem Vorbild der seit 1684 in München bestehenden Maria-Hilf-Bruderschaft gewährte Papst Innozenz IX. am 7. November 1687 eine solche auch in Lana zu gründen. 1703 waren ihr 26.966 Personen beigetreten. Laut Dekret vom 2. Juli 1713 gründete sich eine Marianische Rosenkranzbruderschaft, die der Prior des Konventes zu Bozen Pater Franz Twieger bewilligte. Seit diesem Jahr wurden in der Kapelle am Liebfrauenfest eine Marianische Andacht sowie am 1. Sonntag eines Monates eine Andacht mit Predigt, Rosenkranz, Prozession und Litanei abgehalten. 1737 zählte die Kirche 900 Votivtafeln.

## Ausstattung

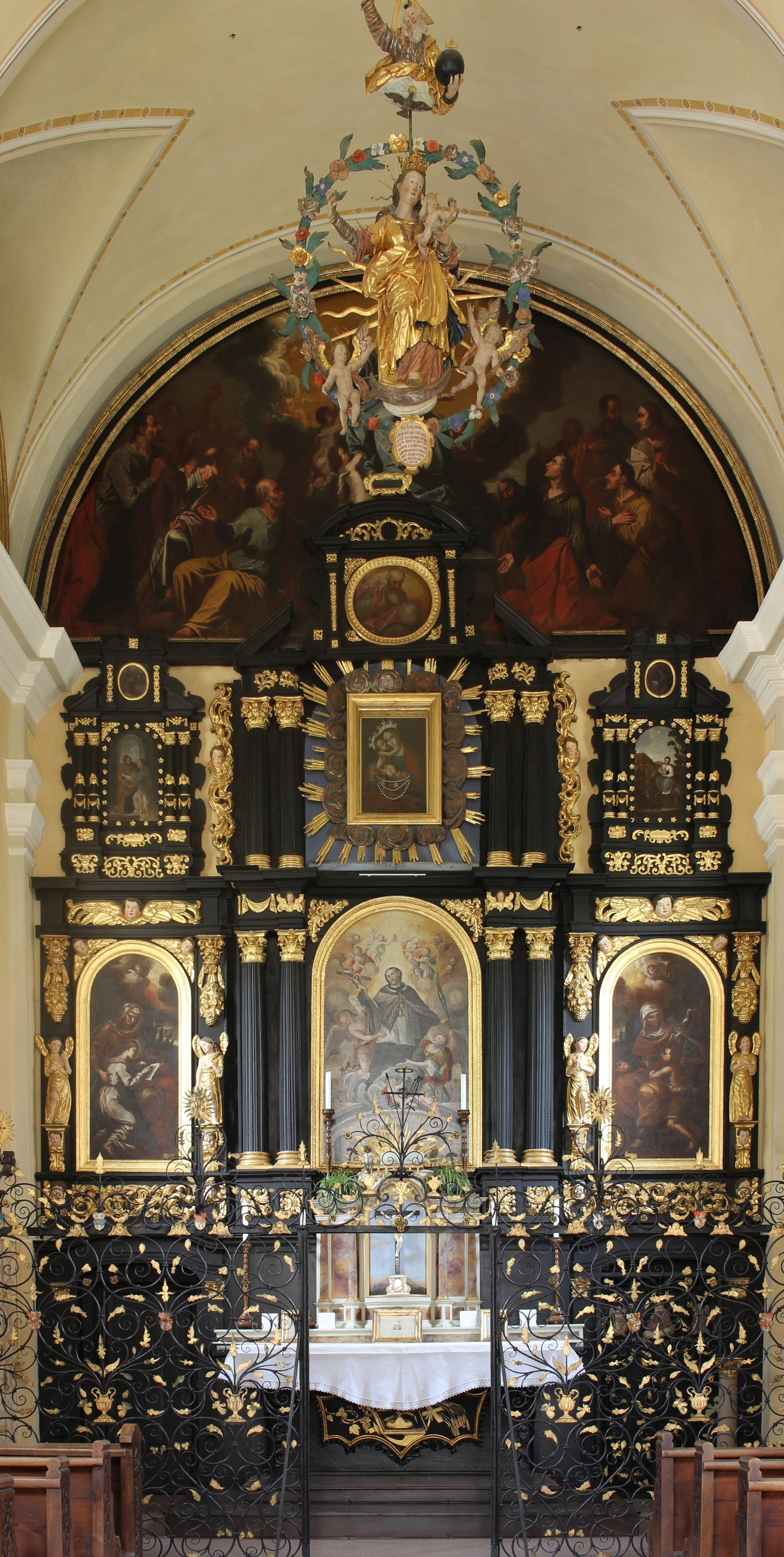
Altar im Innenraum

Die Außenfassade zieren zwei große Wandbilder. Auf der linken Seite sind Maria, der hl. Johannes Nepomuk und der hl. Franz von Assisi dargestellt, die bei Christus Fürbitte einlegen. Auf der rechten Seite sind der hl. Antonius von Padua und der hl. Florian als Fürbitter an die in den Wolken erscheinende Mutter Gottes dargestellt. Das Kircheninnere beherbergt wertvolle Altäre, Statuen und Votivbilder. Die Wände zeigen Bilder von dem Maler Heinrich Frisch mit Szenen aus dem Marienleben. Der monumentale Hochaltar in Schwarz-Gold besteht aus einem großen Bild im Zentrum mit der Signatur "I. P. 1731". Das Altarbild wird dem Maler Mathias Pussjäger zugeschrieben.